# Pentaglottis
- Commons
- Wikispecies

Pentaglottis é um gênero de plantas pertencente à família Boraginaceae. Contém apenas a espécie Pentaglottis sempervirens (L.) Tausch ex L. H. Bailey.